# مرآة استقطاب
مرآة استقطاب (بالإنجليزية:dielectric mirror ) هي نوع من المرايا تتكون من عدة رقائق من مادة استقطابية و تفصل بينها ألواحا زجاجية أو مادة أخرى شفافة . وبا الاختيار المناسب لسمك كل من الرقائق الاستقطابية والزجاج يمكن تشكيل عاكس ضوئي يتميز معامل انكساربمعامل انكسار معين للأشعة الضوئية ذات طول موجة معينة . وتستخدم مرايا الاستقطاب أيضا لتشكيل مرايا ذات قدرة انعكاس عالية جدا، بنسبة 999و99 % في حيز ضيق من أطوال الموجة .
وبالتالي يمكن تشكيل تلك المرآة لعكس نطاق عريض من الطيف أو حتى طيف الضوء المرئي بأكمله أو طيف الليزر من نوع تيتانيوم-سافير Ti-sapphire laser . ويشيع استخدام هذا النوع من الليزر في التجارب الضوئية نظرا لقلة تكاليف المرايا العاكسة عالية الجودة. وهي تستخدم في تجارب فقاعة الليزر و المرايا الباردة و المرايا الساخنة ، كما تستخدم لطلاء نظارات الشمس العاكسة.

## طريقة عملها

تتابع ألواح ماد استقطابية ذات معامل انكسار عالي n_{1} وألواح (زجاج) ذات معامل انكسار منخفص n_{2}. n_{2}. الفرق في مساري الشعاعين l_{A} و l_{B} يبلغ طول موجة واحدة للضوء المستخدم ، ويؤدي ذلك إلى حدوث التداخل البناء.

تعمل المرايا الاستقطابية بظاهرة تداخل الموجات الضوئية حيث تنعكس على عدة من مصفوفات الرقائق الاستقطابية . ويتكون تلك الرايا من مصفوف ألواح شفافة ذات معامل انكسار عالي ويتبعها لوح زجاجي ذو معامل انكسار منخفض . 
ويخحتار سمك كل من الرقائق والألواح بحيث يكون فرق مسار الضوء فيهم مساوي لعدد صحيح من طول الموجة المرغوب فيها. فيكون فرق مسار الأشعة للانعكاس على اللوح ذو معدل انكسار منخفض مساويا تماما لنصف طول موجة الضوء، ويكون مقدار فرق الطور للأشعة 180 درجة عند السطح بين المادتين ذات معامل انكسار منخفض إلى معامل انكسار عالي، بالمقارنة للسطح بين معامل انكسار عالى إلى معامل انكسار منخفض، مما يعني أن ذلك الانعكاسين يكونان في نفس الطور.

## تصنيعها

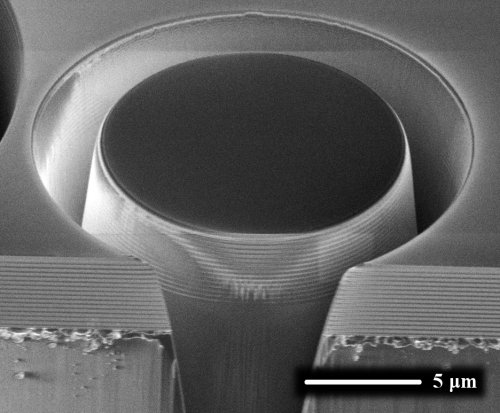
صورة بالمجهر الإلكتروني لمقطع في مرآه ة استقطاب توضح الطبقات المتراصة المختلفة. يلاحظ أن سمك طبقات المرآة أقل من 5 ميكرومتر.

تعتمد تقنية تصنيع المرايا الاستقطابية على تقنية ترسيب طبقات رقيقة جدا من المادة . ومن تلك الطرق طريقة الترسيب البخاري الطبيعي الذي يتضمن ترسيب بخار المادة على الأسطح، وطريقة وترسيب فيض الأيونات، والترسيب البخاري الكيميائي و الترسيب فيض الجزيئات . وتستخدم في ذلك مواد فلوريد المغنسيوم و ثاني أكسيد السيليكون و خامس أكسيد التانتالوم و كبريتيد الزنك (معامل انكسار :n=2.32 ) وثاني أكسيد التيتانيوم (n=2.4 ).

## اقرأ أيضا
- مرشح أشعة فوق البنفسجية
- مرشح أشعة تحت الحمراء
- مزج ضوئي
- كهروضوئيات
- تباين (بصريات)
- بصريات الاغشية الرقيقة